# Кластичне седиментне стене
Кластичне (теригене) седиментне стене, најраспрострањеније стене Земљине коре, настале су транспортом и седиментацијом остатака распадања или механичког детритуса. 
Класификација овог типа стена врши се према гранулометријској подели. На основу крупноће фрагмената, кластичне седиментне стене подељене су на:
- псефите – чија крупноћа зрна прелази 2 mm;
- псамите – крупноће зрна између 0,05 - 2 mm;
- алеврите – крупноће зрна од 0,005 – 0,05 mm;
- пелите – крупноће зрна испод 0,005 mm.

Следећи критеријум систематике кластичних седиментних стена је степен повезаности честица, односно степен дијагенезе. Ови седименти се у природи јављају као растресити, као полувезани и као везани.
Природно везивно средство или цементна материја код полувезаних или везаних стена ове групе може бити врло различито по саставу, боји и чврстини. Најчешћи природни цементни материјали су карбонатни, силицијски, глиновити, лапоровити и гвожђевити. Однос количине фрагмената и цементне материје може бити врло различит.